# Oh Kyong-ryong
Oh Kyong-ryong (ur. 1998) – północnokoreańska zapaśniczka walcząca w stylu wolnym. Złota medalistka mistrzostw Azji w 2025 i srebrna w 2024. Wygrała mistrzostwa Azji kadetek w 2015 roku.